# Fotomena
Fotoména est un village et un groupement situé dans la région de l'Ouest du Cameroun et plus précisément dans le département de la Menoua et l'arrondissement de Fokoué.

## Population
Lors du recensement de 2005, Fotomena comptait 2 143 habitants pour le groupement, dont 582 pour Fotomena Centre. En 2012 ce chiffre s'élevait à 2 831.

## Chefferie du village
C'est une chefferie Bamiléké du 2e degré.

## Ressources
Fotomena est doté d'un Centre de santé intégré (CSI)